# サバクトゲオアガマ
サバクトゲオアガマ（Uromastyx acanthinura）は、爬虫綱有鱗目アガマ科トゲオアガマ属に分類されるトカゲ。

## 分布
U. a. acanthinura
アルジェリア、チュニジア、リビア
U. a. nigriventris
アルジェリア、モロッコ、西サハラ

## 形態
大腿部から総排泄孔前部にかけて孔の空いた鱗（前肛大腿孔）がある。尾背面には列になった棘状鱗（尾棘鱗列）の間に小型鱗（間小鱗）が入るが、腹面では尾端2-5列の間には間小鱗が入らない。
U. a. acanthinura
最大全長40.3センチメートル。尾長は頭胴長の約58-70%。胴体中央部の列になった鱗の数（体列鱗数）は146-195。前肛大腿孔数は20-32。尾棘鱗列数は16-20。
オスの体色は黒く、白や黄、青緑色の斑点が点在する。メスの体色は褐色や灰色で、黒い斑点が点在する。
U. a. nigriventris
最大全長41.5センチメートル。尾長は頭胴長の約56-66%。体列鱗数は138-208。前肛大腿孔数は22-36。尾棘鱗列数は16-21。
体色に性差はなく全身が赤や黄、黄緑色になる個体、複数の色が混じる個体、後頭部や四肢が黒い個体がいる。

## 分類
亜種の分布の境界であるアルジェリア中部では亜種間交雑個体も見られる。
- Uromastyx acanthinura acanthinura Bell, 1825
- Uromastyx acanthinura nigriventris Rothschild, & Hartert, 1912